# Eadui Basan

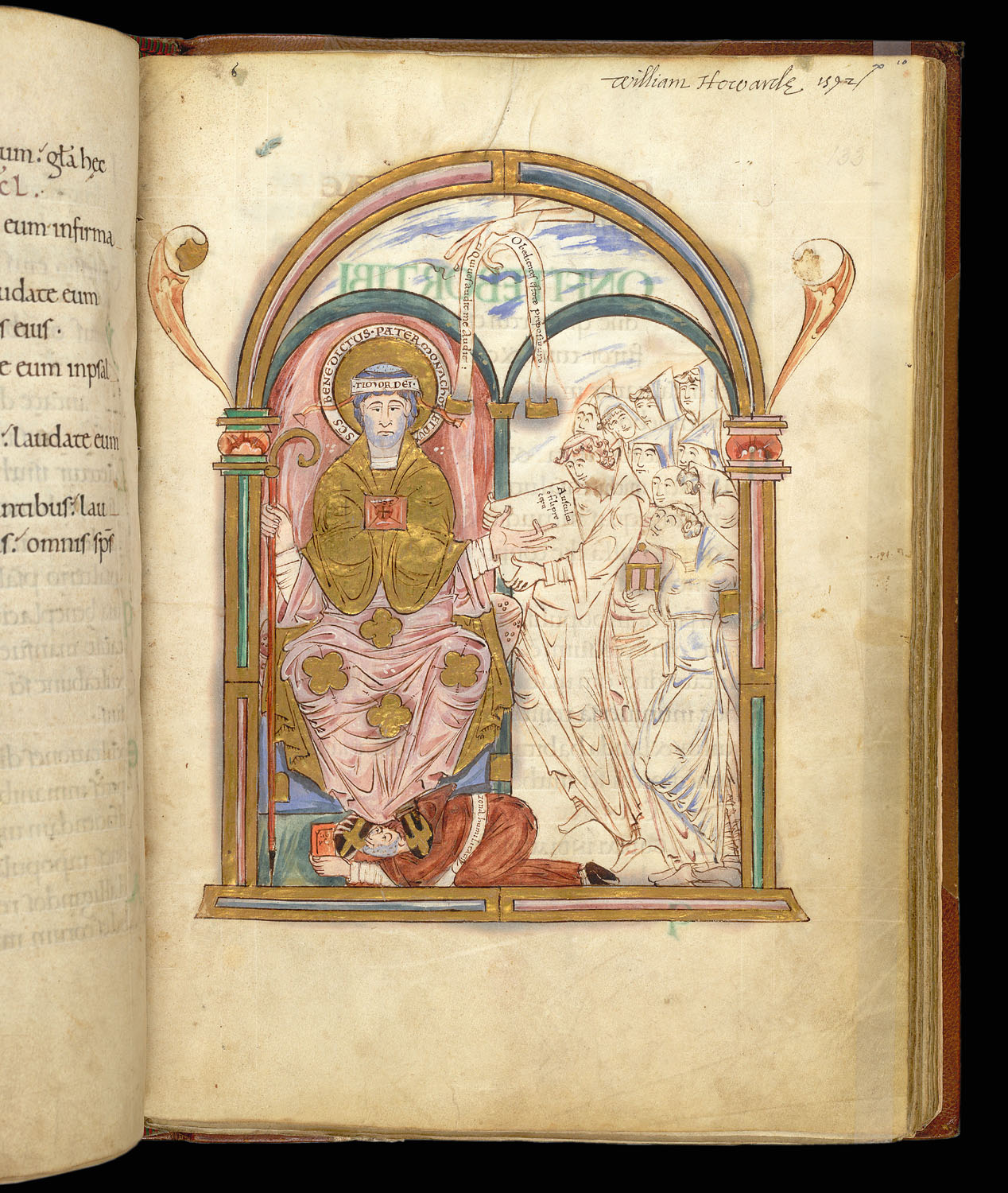
Arundel psalter, f133r, Een monnik geeft een boek aan St. Benedictus, misschien werd hier de kopiist Eadui Basan afgebeeld als de knielende monnik

Eadui Basan of Eadwius Basan was een monnik en kopiist in het scriptorium van de priorij van Christ Church in Canterbury tijdens het eerste kwart van de 11e eeuw.
Eadui kwam in de belangstelling van de moderne kunsthistorici dankzij het studiewerk van de Britse paleograaf T.A.M. Bishop, die tekst in elf werken, zowel handschriften als charters, toeschreef aan Eadui. Het meest bekende van die werken is waarschijnlijk het zogenoemde Arundel psalter of Eadui psalter gemaakt tussen 1012 en 1023 en nu in de British Library als Arundel 155. Een gelijkaardig manuscript waarin een schrijvende monnik wordt afgebeeld, is het Eadwine psalter dat bewaard wordt in Cambridge in de Trinity College Library als Ms R.17.1. Hij schreef ook het Eadwig evangeliarium (Hannover, Kestner Museum, W.M. XXIa, 36)  en het Grimbald Evangeliarium  (British Library Add. MS 34890). Verder werkte hij mee aan het York evangeliarium (York Minster, Chapter Library, MS Add. 1), aan het Harley psalter en aan het Vespasiaans Psalter(British Library, Cotton Vespasian A i).
Zijn reputatie als scribent wordt ongetwijfeld bevestigd door het feit dat hij het was die in 1006 een valse bevestiging van privilegies schreef voor Christ Church op blanco bladzijden tussen het evangelie van Lucas en dat van Johannes in een oud evangeliarium dat door koning Æthelstan aan Christ Church was geschonken. Het charter stelde de monniken van de priorij in de gelegenheid de rechten van de priorij terug op te eisen ten koste van de seculiere geestelijkheid van Christ Church Dit was trouwens niet het enig charter dat hij vervalste!
In een necrologium van Christ Church bewaard in de British Library in Londen (Cotton Nero C.ix) vindt men op 22 september een Eadwius sacerdos et monachus en op 22 december een Edwinus sacerdos. Gezien de medewerking aan de vervalsing van de privilegieakte kan men besluiten dat hij de Eadwius is geweest, de monnik en niet de seculiere priester Edwinus.  Het is dan ook mogelijk dat de presentatieminiatuur in het Arundel psalter op f133r een portret van Eadui zou zijn. In die miniatuur zien we een geknielde monnik aan de voeten van Sint Benedictus een boek aanreiken waarin men op de eerste bladzijde kan lezen: Lib ps, zijn psalmboek dus. Het boek dat Benedictus aan de monniken geeft heeft als tekst: Ausculta o fili precepta, het begin van de regel van Benedictus. Sommigen menen dan ook dat Benedictus zijn regel geeft aan de monniken. Er wordt tegenwoordig vrij algemeen aangenomen dat Eadui ook miniaturist was, zodat we van een zelfportret kunnen spreken.